# Wojciech Giełżyński
Wojciech Stefan Giełżyński (ur. 9 maja 1930 w Warszawie, zm. 3 marca 2015 tamże) – polski dziennikarz i reportażysta.

## Życiorys
Debiutował w wieku 16 lat, pod pseudonimem Wojciech Stefan, na łamach „Gazety Ludowej”, niezależnego dziennika, którego naczelnym był jego ojciec, Witold Giełżyński (korygował on teksty syna, m.in. pod kątem gramatycznym). W latach 1943–1944 uczęszczał na tajne komplety Gimnazjum im. Tadeusza Reytana. Po zakończeniu II wojny światowej kontynuował naukę najpierw w Państwowym Gimnazjum i Liceum im. Stefana Batorego, a następnie w Liceum Ogólnokształcącym im. Adama Mickiewicza (1948).  Ukończył studia ekonomiczne w Szkole Głównej Handlowej (1952), po których został reporterem działu sportowego tygodnika „Dookoła Świata” (na studiach pracował w piśmie „Repatriant”, które namawiało ludzi starej emigracji do powrotów do Polski). Sportowiec, dwukrotny mistrz Polski w wioślarstwie. Pracował w pismach: „Współczesność”, „Panorama”, „Kontynenty” (prowadził dział Azji), od 1972 współpracował blisko z „Polityką” (z której odszedł po strajku w Stoczni Gdańskiej w 1980). W stanie wojennym przeszedł do prasy drugiego obiegu, redagował miesięcznik „Vacat” (ps. Jan Lech, Pol.X., Weronika), współredagował „Przegląd Wiadomości Agencyjnych”. Ostatnim jego etatowym miejscem pracy w dziennikarstwie był „Tygodnik Solidarność” w latach 1989–1992.
W 1987 uczestniczył w reaktywacji PPS, a w 1988 – w majowym i sierpniowym strajku w Stoczni Gdańskiej. Był członkiem Rady Programowej Unii Pracy. Związany z masonerią, której wybitnym przedstawicielem był także jego ojciec.
Od 1995 do 2006 rektor nieistniejącej już Wyższej Szkoły Komunikowania i Mediów Społecznych im. Jerzego Giedroycia w Warszawie.
Autor ok. pięciu tysięcy publikacji prasowych, komentarzy radiowych i telewizyjnych – oraz ponad 60 książek, głównie o Trzecim Świecie, jak i z zakresu problematyki społeczno-politycznej.
Odwiedził w wędrówkach reporterskich 85 krajów. Otrzymał za swą twórczość szereg nagród i wyróżnień m.in. nagrodę im. Juliana Bruna.
W latach 1960–1981 należał do PZPR. Przyznał się do siedmiu lat współpracy z SB (TW ps. Jerzy Stefański), zakończonej w 1964.
Odznaczony Krzyżem Kawalerskim Orderu Odrodzenia Polski i Złotym Krzyżem Zasługi.
Mieszkał w Warszawie przy ul. T. Sygietyńskiego.
Pochowany 10 marca 2015 w grobie rodzinnym na cmentarzu Stare Powązki (kwatera 36-5-3,4).

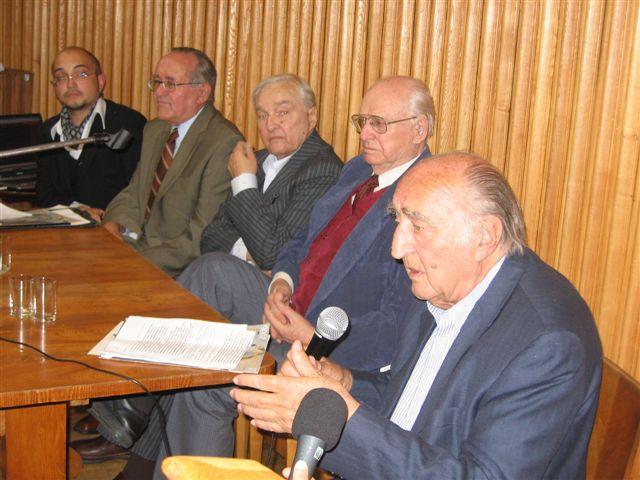
Leopold Unger, Janusz Krasiński, Ludwik Jerzy Kern i Wojciech Giełżyński w Stowarzyszeniu Pisarzy Polskich (Warszawa, 2006)

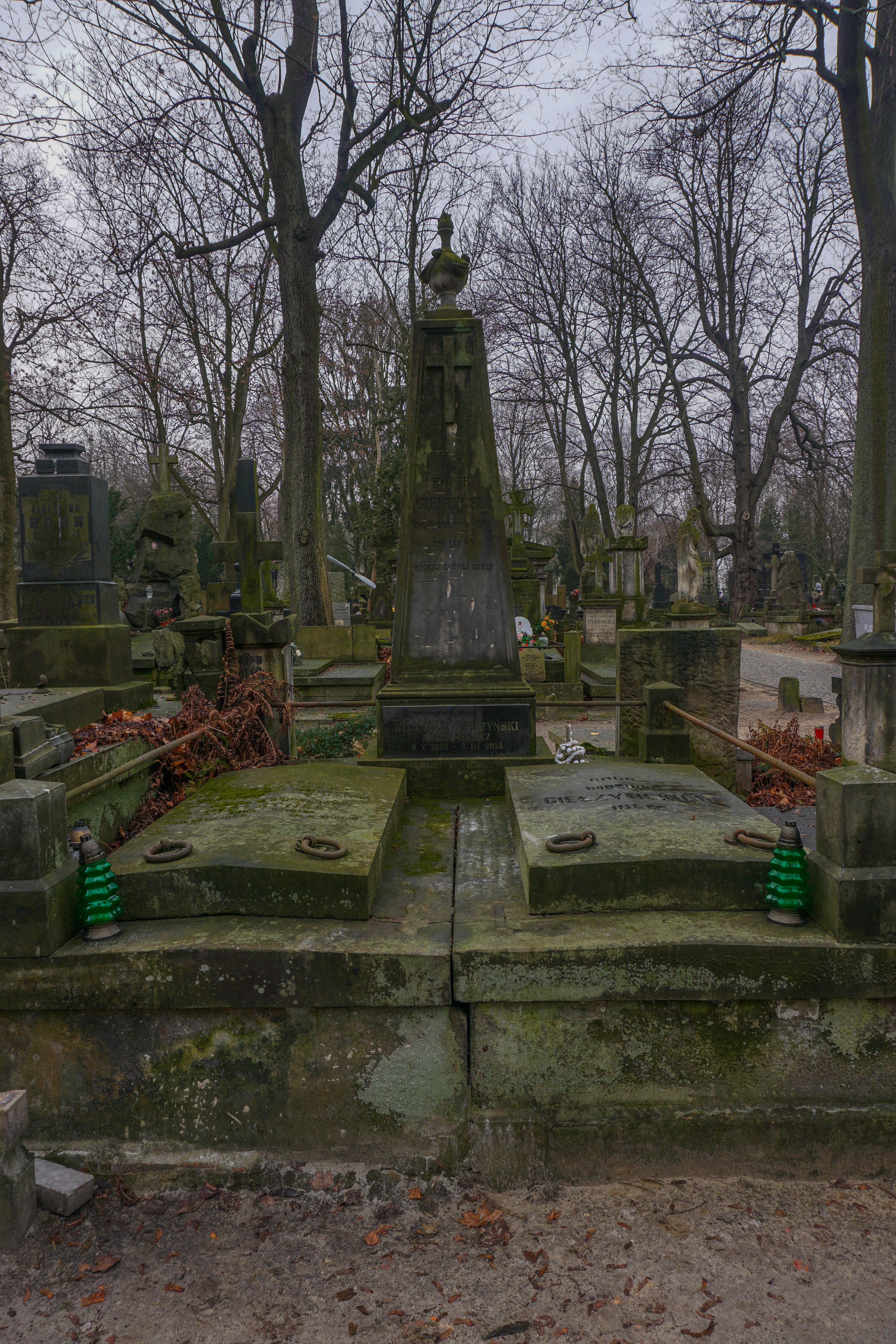
Grób Wojciecha Giełżyńskiego na cmentarzu Powązkowskim

## Twórczość
- Indonezja, archipelag niepokojów. 1966, seria: Świat się zmienia. Brak numerów stron w książce
- Oko w oko z polityką. 1968. Brak numerów stron w książce
- Aż do najdalszych granic. Warszawa: Wydawnictwo Iskry, 1972, seria: Łowcy sensacji. Brak numerów stron w książce
- Medytacje o Świecie Trzecim. 1972. Brak numerów stron w książce
- Sto twarzy Jugosławii. 1977. Brak numerów stron w książce
- Kraj świętych krów i biednych ludzi. Krajowa Agencja Wydawnicza, 1977. Brak numerów stron w książce
- Rewolucja w imię Allacha. Książka i Wiedza, 1979. Brak numerów stron w książce
- Rewolucja w imię Augusta Sandino. Wydawnictwo Iskry, 1979. ISBN 83-207-0142-2. Brak numerów stron w książce
- Jeśli nawet umrzesz, pozostań. 1979. Brak numerów stron w książce
- Gra o Himalaje. Wydawnictwo Iskry, 1980. ISBN 83-207-0259-3. Brak numerów stron w książce
- Byłem gościem Chomeiniego. Książka i Wiedza, 1981. Brak numerów stron w książce
- Gdańsk. Sierpień 80. Lech Stefański (współautor). 1981. Brak numerów stron w książce
- Moja prywatna Vistuliada. Wydawnictwo Iskry, 1983. ISBN 83-207-0638-6. Brak numerów stron w książce
- Budowanie Niepodległej. Paryż: Instytut Literacki, 1985. Brak numerów stron w książce
- Edward Abramowski, zwiastun Solidarności. Wydawnictwo Polonia, 1986. ISBN 0-902352-53-9. Brak numerów stron w książce
- Ani Wschód ani Zachód. Oficyna Wydawnicza „Rytm”, 1989. Brak numerów stron w książce
- Opiumowa dżungla. Młodzieżowa Agencja Wydawnicza, 1989. ISBN 83-203-1819-X. Brak numerów stron w książce
- Jaćwięgi są wśród nas. Warszawa: Wydawnictwo Iskry, 2001. ISBN 83-207-1666-7. Brak numerów stron w książce
- Nepal - horror i sielanka. Poznań: Wydawnictwo Kurpisz S.A., 2001. ISBN 83-88276-92-1. Brak numerów stron w książce
- Szatan wraca do Iranu. Krajowa Agencja Wydawnicza, 2001. ISBN 83-88072-35-8. Brak numerów stron w książce
- Prywatna historia XX wieku. Wydawnictwo Rosner i Wspólnicy, 2005. ISBN 83-89217-73-2. Brak numerów stron w książce
- Inne światy inne drogi. Bydgoszcz, Warszawa: Oficyna Wydawnicza Branta, 2006. Brak numerów stron w książce
- Wschód Wielkiego Wschodu. Warszawa: 2008, seria: Ex Oriente Lux. Brak numerów stron w książce
- Pół świata – moje!. Oficyna Wydawnicza Volumen, 2012. ISBN 978-83-7233-411-4. Brak numerów stron w książce